# Mystic Records
Mystic Records è un'etichetta discografica indipendente fondata ad Oceanside (California), USA.  La Mystic non fa parte dell'associazione delle case discografiche RIAA, ed è specializzata in produzioni di culto nell'ambiente underground oltre ad aver realizzato anche alcuni album punk rock  di famose band californiane come i NOFX.

## Gruppi musicali più famosi
- Dr. Know
- The Mentors
- Ken Hensley
- Curved Air
- Rich Kids on LSD
- Ill Repute
- NOFX
- Todd Jones
- Scared Straight